# Fabiano da Silva Alves
Fabiano da Silva Alves ( 1972) es un botánico brasileño.
Se ha especializado en la familia de las arecáceas.
- La abreviatura «F.S.Alves» se emplea para indicar a Fabiano da Silva Alves como autoridad en la descripción y clasificación científica de los vegetales.[2]